# Attack of the Killer Tomatoes
Attack of the Killer Tomatoes é um filme estadunidense  de 1978, do gênero ficção científica, comédia, horror e musicais.
O filme é considerado um clássico do cinema trash e, ao lado de Plan 9 from Outer Space, é considerado um dos melhores filmes trash já feitos. Deu origem a mais 3 continuações: Return of the Killer Tomatoes!, de 1988, Killer Tomatoes Strike Back!, de 1990 e Killer Tomatoes Eat France!, de 1991.

## Sinopse
O filme inicia com o ataque a uma dona de casa, realizado por um tomate. A policia fica intrigada ao descobrir que, o que parecia sangue é, na verdade, suco de tomate. Com a quantidade de ataques aumentando entra em cena o governo. Por um lado tenta encobrir o fato de que os tomates são o resultado de experiências genéticas e, por outro, forma uma equipe muito estranha de militares que irá enfrentar os tomates em combate.

## Elenco
- David Miller (cineasta).......Mason Dixon
- George Wilson.......Jim Richardson
- Sharon Taylor.......Lois Fairchild
- J. Stephen Peace.......Tenente Wilbur Finletter
- Ernie Meyers.......Presidente
- Eric Christmas.......Senador Polk
- Ron Shapiro.......Editor do Jornal
- Al Sklar.......Ted Swann
- Jerrold Anderson.......Major Mills
- Art K. Koustik.......Diretor da FIA

## Recepção
No agregador de críticas Rotten Tomatoes, na pontuação onde a equipe do site categoriza as opiniões da grande mídia e da mídia independente apenas como positivas ou negativas, tem um índice de aprovação de 27% calculado com base em 11 comentários dos críticos. Por comparação, com as mesmas opiniões sendo calculadas usando uma média aritmética ponderada, a nota alcançada é 4,3/10.
Em outro agregador, o Metacritic, que calcula as notas das opiniões usando somente uma média aritmética ponderada de determinados veículos de comunicação em maior parte da grande mídia, tem uma pontuação de 9/100, alcançada com base em 5 avaliações da imprensa anexadas no site, com a indicação de "aversão esmagadora".
Attack of the Killer Tomatoes tornou-se um filme cult.